# Brod und Wein
Brod und Wein ist eine Elegie von Friedrich Hölderlin, mit 160 Versen die umfangreichste der sechs großen Elegien und zugleich eines der berühmtesten Gedichte Hölderlins überhaupt. Schon Norbert von Hellingrath meinte zu Beginn des 20. Jahrhunderts: „es wird immer die beste Grundlage bleiben zum Eindringen in Hölderlins Gedankenwelt.“

## Entstehung, Überlieferung und Rezeption
Das Gedicht wurde wahrscheinlich im Winter 1800/1801 vorläufig fertiggestellt, später aber nochmals überarbeitet.
Schon der erste Entwurf zur Elegie ist dem 26 Jahre älteren Schriftsteller Wilhelm Heinse gewidmet („An Heinze“), den Hölderlin im Juli 1796 kennengelernt hatte, als er sich mit Susette Gontard auf der Flucht vor den französischen Truppen in Kassel aufhielt. Die Widmung bezeugt also die Hochschätzung des väterlichen Freundes und seines Romans „Ardinghello“, enthält aber auch einen versteckten biographischen Hinweis auf „Diotima“, die Geliebte Susette Gontard. (Zu den historischen Bezügen siehe den Schluss des Kommentars zur 9. Strophe.)
Die Elegie trug im ersten Entwurf und in der ersten Reinschrift noch den Titel „Der Weingott“, erst in den Überarbeitungen erscheint auch die neue Überschrift „Brod und Wein“, die im Zusammenhang mit einer neuen Akzentsetzung steht: Zunächst war das Gedicht ganz auf Dionysos ausgerichtet, erst später wird es an entscheidenden Stellen so umgedichtet, dass eine Doppelsinnigkeit entsteht, die auf Dionysos und Christus zugleich verweist (dazu Genaueres im Kommentar).
Hölderlin hat das Gedicht aber nie zum Druck gegeben. Nur die erste Strophe wurde von Leo von Seckendorf nicht autorisiert im „Musenalmanach für das Jahr 1807“ unter dem Titel „Die Nacht“ herausgegeben. Diese Strophe beeindruckte Clemens Brentano so nachhaltig, dass er urteilte: „ Niemals ist vielleicht hohe betrachtende Trauer so herrlich ausgesprochen worden. […] Ich halte sie (= „Die Nacht“) für eines der gelungensten Gedichte überhaupt.“ „Es ist diese eine von den wenigen Dichtungen, an welchen mir das Wesen eines Kunstwerkes durchaus klar geworden.“
Das ganze Gedicht blieb dagegen bis Ende des 19. Jahrhunderts unbekannt. Es wurde erstmals 1894 in einer kleinen Biographie publiziert, aber dem Vergessen entrissen wurde es erst – so wie Hölderlins Gedichte überhaupt – dank der Herausgabe der Werke Hölderlins durch Norbert von Hellingrath zu Beginn des 20. Jahrhunderts. Nach dem Zweiten Weltkrieg gab Friedrich Beißner dann das Gedicht in der Form heraus, in der es bis heute meist gedruckt und zitiert wird. In den 70er Jahren begann die Frankfurter Ausgabe zu erscheinen (der 6. Band, in dem die Elegien enthalten sind, erschien 1976), in der die Handschriften als Faksimiles und in Umschrift veröffentlicht wurden, so dass zum ersten Mal die gesamten Korrekturen und Veränderungen, die Hölderlin an dem Gedicht vornahm, also die verschiedenen Textstufen sichtbar wurden. Schon Beißner hatte im Anhang seiner Ausgabe auf einige „Lesarten“ aufmerksam gemacht, aber erst durch die Frankfurter Ausgabe entbrannte die Diskussion um den Stellenwert der einzelnen Fassungen und die Aufmerksamkeit wurde auf die sogenannte Spätfassung der Elegie gelenkt. Da aber eine Abschrift der letzten Überarbeitung nicht erhalten ist, bleibt offen, wie sie aussah und wie die späteren Korrekturen zu bewerten sind. Die Meinungen der Germanisten dazu gehen auseinander: D.E. Sattler und Wolfram Groddeck konstruieren in der Frankfurter Ausgabe aus dem Text und den Korrekturen eine letzte Fassung, und Groddeck ist in seiner Studie von 2012 der Meinung, dass in den späten Eingriffen „ein radikaler Revisionsprozess zu erkennen [ist], der den Textbestand der Reinschrift nicht sosehr weiterentwickelt, sondern in gewisser Weise dekomponiert“. Sein Interesse gilt ganz der Spätversion der Elegie, dem „‘hypothetischen Text‘, als dem Surrogat der verschollenen Druckvorlage für die definitive Spätversion der Elegie“. Jochen Schmidt argumentiert dagegen, dass Hölderlin die späteren Änderungen „in ganz anderem Stil und z. T. auch mit ganz anderer Konzeption eingetragen hat“ – darin kommt er Groddecks späterer Haltung durchaus nahe –, folgert daraus aber, dass sie deshalb „nicht mit den Partien des ursprünglichen Textes zu einer neuen ‚Fassung‘ verbunden werden“ könnten.
In der vorliegenden Darstellung wird die zweite Reinschrift zugrunde gelegt und nach der Großen Stuttgarter Ausgabe zitiert.

## Komposition
In der zweiten Reinschrift hat die Elegie eine kompositorisch vollkommene Form erreicht. Sie besteht aus neun Strophen, von denen je drei eine Einheit bilden, also aus drei Strophentriaden (3 × 3 Strophen), und jede Strophe enthält wiederum 3 × 3 Distichen. Eine Schwierigkeit besteht allerdings darin, dass das Gedicht ein Distichon zu wenig hat, es umfasst statt der zu erwartenden 81 nur 80 Distichen. Schmidt sieht darin ein Versehen Hölderlins, während Groddeck eine tiefergehende Absicht Hölderlins vermutet, denn das fehlende Distichon betrifft gerade diejenige Strophe, „wo der Mangel der götterfernen Gegenwart am direktesten ausgesprochen wird, die siebte. […] Der formal-kompositorische ‚Mangel‘ kann daher durchaus auch als ein formsemantisches Indiz gelesen und gedeutet werden, indem die Elegie ‚ideal‘ 81 Distichen enthält, 'real' aber nur 80.“
In der ‚idealen‘ Komposition beruht die gesamte Text-Architektur nicht nur auf der Drei-, sondern auch auf der Zweizahl: Die Distichen bestehen aus zwei Versen zu je zweimal drei Versfüßen. Zugleich hat „jede Strophe […] neben der triadischen Form auch eine hälftige Struktur, indem im fünften Distichon bzw. im Übergang vom neunten zum zehnten Vers die Möglichkeit einer Sinnzäsur oder einer Sinnzentrierung gegeben ist.“ Außerdem befindet sich genau in der Mitte des Gedichts eine bedeutsame Aussage, die ebenfalls eine entscheidende Zäsur markiert.

## Thematischer Überblick
In der Elegie geht es um die Abwesenheit und die Vergegenwärtigung des Göttlichen in der Welt. Sie ist eine Klage um den Verlust von erfülltem Leben in einer entfremdeten Welt und zugleich eine hymnische Feier dessen, „was den Menschen überragt, das Erhabene in der Natur, in der Gemeinschaft und der Liebe, letztlich ist es das Göttliche“.
Das Gedicht wird durchzogen vom Gegensatz zwischen Tag und Nacht, der sich zunächst ganz real auf den Wechsel der Tageszeiten bezieht. Doch dann geht die Tag-Nacht-Thematik ins Metaphorische über und bezieht sich auf den geschichtsphilosophischen Gegensatz von gotterfüllter und götterloser Zeit: Die Nacht wird zur unerfüllten geschichtlichen Gegenwart und der Tag steht einerseits für die glanzvolle, erfüllte Zeit der griechischen Antike und andererseits für eine ersehnte zukünftige Zeit der Erfüllung, in der Gegenwart und Vergangenheit dialektisch verbunden und in neuer Einheit aufgehoben sind. Die Elegie führt von der Erfahrung der gegenwärtigen Nacht, die aber in sich schon die Möglichkeit der Erinnerung birgt, in der ersten Strophentrias (Strophe 1 – 3) zur Vergegenwärtigung des griechischen Tags in der zweiten Strophentrias (Strophe 4 – 6) und mündet in der dritten Strophentrias erneut in der Nacht, diesmal als einer Zeit der Erwartung und inneren Vorbereitung auf die ersehnte Zeit der Erfüllung.
Mit der Tag-Nacht-Metaphorik und ihrem geschichtlichen Sinn verbinden sich zwei Empfindungen: Trauer und Freude, die zugleich auch Schlüsselbegriffe des Gedichts sind. Diese zwei Empfindungsarten wechseln im Gedicht häufig, also auch innerhalb der Strophen, je nachdem, um welche geschichtsphilosophische Epoche es geht und welche Haltung der Sprechende gerade einnimmt. So verschränkt die Elegie also den elegischen Ton im engeren Sinn, die Trauer, mit der Freude über die (zugleich imaginierte und erlebte) Gegenwart des Göttlichen, also mit dem hymnischen Ton.
Im Zentrum des Gedichts steht die Gestalt des Dionysos, des Weingotts in der griechischen Mythologie. Der ursprüngliche Titel lautete Der Weingott. Dionysos ist auch der Gott der Nacht, der dionysischen Begeisterung, des inspirierten Wahnsinns, der Gott der Dichter und der Freudengott. Er erscheint zum ersten Mal in der 3. Strophe als der „kommende Gott“ (V. 54). In der 2. Strophentrias (4. – 6. Strophe) weitet sich der Blick auf die griechischen Götter der Antike insgesamt, die als Himmlische (V. 55, 71, 81, 95) und als selige Götter (V. 91) benannt werden. Am Ende der 6. Strophe wird dann zum ersten Mal auf Christus angespielt, später auch in den Versen 129/130, und in der Schlussstrophe verschmilzt die Dionysos-Gestalt mit der des Christus (V. 155/156). Dieser allumfassende Gott hinterlässt den Menschen die Gaben Brot und Wein, als tröstliches Zeichen (V. 131) seiner Gegenwart.
Die Begriffe Brot und Wein symbolisieren nicht nur die Bestandteile des Abendmahls in der christlichen Liturgie, sondern auch die Gaben der Demeter und des Dionysos. Christliche und antike Konnotationen werden miteinander verschränkt.

## Kommentar zu den einzelnen Strophen

### 1. Strophe
0000Rings um ruhet die Stadt; still wird die erleuchtete Gasse,

000000Und, mit Fakeln geschmükt, rauschen die Wagen hinweg.

0000Satt gehn heim von Freuden des Tags zu ruhen die Menschen,

000000Und Gewinn und Verlust wäget ein sinniges Haupt

0050Wohlzufrieden zu Haus; leer steht von Trauben und Blumen,

000000Und von Werken der Hand ruht der geschäfftige Markt.

0000Aber das Saitenspiel tönt fern aus Gärten; vieleicht, daß

000000Dort ein Liebendes spielt oder ein einsamer Mann

0000Ferner Freunde gedenkt und der Jugendzeit; und die Brunnen

010000Immerquillend und frisch rauschen an duftendem Beet.

0000Still in dämmriger Luft ertönen geläutete Gloken,

000000Und der Stunden gedenk rufet ein Wächter die Zahl.

0000Jezt auch kommet ein Wehn und regt die Gipfel des Hains auf,

000000Sieh! und das Schattenbild unserer Erde, der Mond

0150Kommet geheim nun auch; die Schwärmerische, die Nacht kommt,

000000Voll mit Sternen und wohl wenig bekümmert um uns,

0000Glänzt die Erstaunende dort, die Fremdlingin unter den Menschen

000000Über Gebirgeshöhn traurig und prächtig herauf.
Die Elegie beginnt mit dem Ausklang des Tages, die Menschen kehren von den Geschäften des Tages nach Hause zurück und kommen langsam zur Ruhe. Sie bleiben allerdings gedanklich mit den Alltagsgeschäften beschäftigt (4/5). Von ferne aber tönt nun Saitenspiel aus Gärten (7) und damit wird die Aufmerksamkeit in einen anderen Bereich gelenkt. Nun ist die Rede von einem Liebenden oder einem einsamen Mann (8), der nicht an Tagesgeschäfte denkt, sondern an wesentlichere Dinge: Er gedenkt seiner Freunde (9), die fern sind und ihm doch nahestehen, erinnert sich an seine Jugendzeit (9) und ist mit der ihn umgebenden Natur innig verbunden. Dieser Mann mit seinem Saitenspiel ist eine erste Anspielung auf den Dichter, der seit der Antike auch als Sänger dargestellt wird. Die Ferne wird durch den Gesang des Dichters in die Nähe gerückt, vergegenwärtigt (Dialektik von Ferne und Nähe, das Wort fern erscheint zweimal!). Schlüsselworte dieser Strophe sind still (1), das auch durch die auffallende Durchbrechung des Hexameters hervorgehoben ist, und ruhen (1, 3, 6). Beide Begriffe verweisen auf die Entfernung vom Lärm des Alltags, auf eine Wendung nach innen.
Nachdem das Abendgeläut der Glocken verklungen ist, das die Stille nur vertieft (11), geht der Mond auf und mit ihm erscheint die Nacht, die wie eine göttliche Gestalt dargestellt wird: Sie ist die Schwärmerische, die uns, die Menschen, in Erstaunen versetzt und wie aus einer anderen Welt kommt (die Fremdlingin unter den Menschen, 17). Sie ist allerdings wohl wenig bekümmert um uns (16) und dennoch erscheint sie nicht nur glänzend und prächtig, sondern auch traurig (18), als sei ihr das menschliche Schicksal doch nicht gänzlich gleichgültig. Schon hier vollzieht sich also der Übergang von der Nacht als einem Naturereignis zu einer mythischen Gestalt, zur Sphäre des Göttlichen.

### 2. Strophe
0000Wunderbar ist die Gunst der Hocherhabnen und niemand

020000Weiß von wannen und was einem geschiehet von ihr.

0000So bewegt sie die Welt und die hoffende Seele der Menschen,

000000Selbst kein Weiser versteht, was sie bereitet, denn so

0000Will es der oberste Gott, der sehr dich liebet, und darum

000000Ist noch lieber, wie sie, dir der besonnene Tag.

0250Aber zuweilen liebt auch klares Auge den Schatten

000000Und versuchet zu Lust, eh' es die Noth ist, den Schlaf,

0000Oder es blikt auch gern ein treuer Mann in die Nacht hin,

000000Ja, es ziemet sich ihr Kränze zu weihn und Gesang,

0000Weil den Irrenden sie geheiliget ist und den Todten,

030000Selber aber besteht, ewig, in freiestem Geist.

0000Aber sie muß uns auch, daß in der zaudernden Weile,

000000Daß im Finstern für uns einiges Haltbare sei,

0000Uns die Vergessenheit und das Heiligtrunkene gönnen,

000000Gönnen das strömende Wort, das, wie die Liebenden, sei,

0350Schlummerlos und vollern Pokal und kühneres Leben,

000000Heilig Gedächtniß auch, wachend zu bleiben bei Nacht.
Diese göttliche Sphäre wird in der 2. Strophe weiter entfaltet. Die Nacht ist nun die Hocherhabne, deren Gunst wunderbar ist, die die Welt und die hoffende Seele der Menschen bewegt und in der der oberste Gott erscheint, der sehr dich liebet (23). Der Angeredete ist hier zunächst Heinse, dem das Gedicht gewidmet ist, aber im weiteren Sinn ist auch der Leser gemeint und damit (prinzipiell) alle Menschen. Die Treuen (27) haben Zugang zu dieser himmlischen Sphäre, sie erahnen das Göttliche und weihen der Nacht Kränze (28). Sie gibt ihnen in der gegenwärtigen Epoche der geschichtsphilosophischen Nacht Halt (32) und gönnt ihnen die Vergessenheit und das Heiligtrunkene (33), d. h. das Vergessen der Alltagsmühen und das Eintauchen in die heilige dionysische Verzückung. Vor allem gewährt (gönnt) sie auch das Bewahren des Gedächtnisses (36), der Erinnerung an die vergangene Zeit der Erfüllung und damit ermöglicht sie auch die Vergegenwärtigung dieser erfüllten Zeit.

### 3. Strophe
0000Auch verbergen umsonst das Herz im Busen, umsonst nur

000000Halten den Muth noch wir, Meister und Knaben, denn wer

0000Möcht' es hindern und wer möcht' uns die Freude verbieten?

040000Göttliches Feuer auch treibet, bei Tag und bei Nacht,

0000Aufzubrechen. So komm! daß wir das Offene schauen,

000000Daß ein Eigenes wir suchen, so weit es auch ist.

0000Fest bleibt Eins; es sei um Mittag oder es gehe

000000Bis in die Mitternacht, immer bestehet ein Maas,

0450Allen gemein, doch jeglichem auch ist eignes beschieden,

000000Dahin gehet und kommt jeder, wohin er es kann.

0000Drum! und spotten des Spotts mag gern frohlokkender Wahnsinn,

000000Wenn er in heiliger Nacht plözlich die Sänger ergreift.

0000Drum an den Isthmos komm! dorthin, wo das offene Meer rauscht

050000Am Parnaß und der Schnee delphische Felsen umglänzt,

0000Dort ins Land des Olymps, dort auf die Höhe Cithärons,

000000Unter die Fichten dort, unter die Trauben, von wo

0000Thebe drunten und Ismenos rauscht im Lande des Kadmos,

000000Dorther kommt und zurük deutet der kommende Gott.
In der 3. Strophe geht es weiterhin um uns, die Menschen, aber das Wir sind nun Meister und Knaben (38), worin schon die griechische Antike anklingt, in der die Knaben von den Meistern durch den pädagogischen Eros in die geistigen Geheimnisse der Welt eingeweiht wurden. Die Eingeweihten, die in ihrem Innern ihr Herz (37) und die Freude (39) bewahrt haben, können nicht daran gehindert werden, dieses im Inneren Verborgene nach außen zu tragen und zu erleben. Das göttliche Feuer (40) treibt sie dazu an. Dieser Aufbruch steht im Mittelpunkt der 3. Strophe. Wohin aber soll es gehen? So komm! Daß wir das Offene schauen, / Daß ein Eigenes wir suchen, so weit es auch ist. (41/42) Es geht also um eine Erweiterung des Blicks, um die Erfahrung einer Offenheit, die hinausführt über die Beschränkungen und Einengungen der gegenwärtigen Epoche, und zugleich um die Suche nach dem Eigenen, dem innersten Wesen, das sich verwirklichen möchte. Die erste Aufforderung zum Aufbruch genügt jedoch nicht, es bedarf eines dreimaligen Anlaufs: Zweimal wird das Komm! wiederholt, eingeleitet jeweils durch ein insistierendes Drum! (47, 49). Erst dann wird deutlich, welches Ziel „die imaginäre Reise“ hat: Es geht um das antike Griechenland, um die Heimat des Dionysos. Schon der frohlokkende Wahnsinn (47), der die Sänger ergreift (48), weist auf den Gott der orgiastischen Begeisterung hin, in dessen Gefolge sich auch die göttlich inspirierten Dichter (Sänger) befinden. Aber nun, nach der dritten Anrufung, wird das mythische Land in großer Breite beschworen: Der Isthmos (die Landenge bei Korinth, der Übergang vom Festland zur Halbinsel Peloponnes) evoziert die Isthmischen Festspiele, die ähnlich wie die Olympischen Spiele alle Völker Griechenlands versammelten, und steht insofern für das Land als Ganzes. Dann werden drei heilige Berge genannt: Der Parnass mit Delphi verweist auf Apollon, der Olymp auf die Gesamtheit der Götter und schließlich der Cithäron (Kithairon), das Waldgebirge bei Theben, auf Dionysos, dessen Kult mit diesem Ort eng verbunden war. Dorthin zogen die von Dionysos Ergriffenen, um ihm zu huldigen. Fichten und Trauben sind Attribute des Weingottes. Dorther kommt und zurük deutet der kommende Gott. (54) Dionysos wird nicht beim Namen genannt, sondern als der kommende Gott bezeichnet. Gemeint ist damit nicht nur, dass er in Zukunft erscheinen wird, sondern auch, dass er seinem Wesen nach ein Kommender ist, „eine Anspielung auf die großen Wanderzüge des Dionysos von Osten nach Westen, von Indien und Kleinasien nach Griechenland“, und im tieferen Sinn darauf, dass er als ein Gott der Ankunft, des Advents verstanden wird. Dionysos ist eine mythische Metapher für eine Hoffnung, die Hölderlin auch in anderen Gedichten entwickelt hat (Der Archipelagus, Am Quell der Donau, Germanien), dass nämlich die erfüllte Zeit, die Ankunft des Göttlichen, bevorstehe und sich von Hellas (dem Griechenland der Antike) nach Hesperien, dem Abendland, insbesondere nach Deutschland verlagert habe. Insofern kommt der Gott aus Griechenland nach Hesperien und deutet zugleich für die heutigen Menschen Hesperiens auf das antike Griechenland zurück (54), d. h., er wird zum Medium der Erinnerung an die damalige erfüllte Zeit.

### 4. Strophe
0550Seeliges Griechenland! du Haus der Himmlischen alle,

000000Also ist wahr, was einst wir in der Jugend gehört?

0000Festlicher Saal! der Boden ist Meer! und Tische die Berge,

000000Wahrlich zu einzigem Brauche vor Alters gebaut!

0000Aber die Thronen, wo? die Tempel, und wo die Gefäße,

060000Wo mit Nectar gefüllt, Göttern zu Lust der Gesang?

0000Wo, wo leuchten sie denn, die fernhintreffenden Sprüche?

000000Delphi schlummert und wo tönet das große Geschik?

0000Wo ist das schnelle? wo brichts, allgegenwärtigen Glüks voll,

000000Donnernd aus heiterer Luft über die Augen herein?

0650Vater Aether! so riefs und flog von Zunge zu Zunge

000000Tausendfach, es ertrug keiner das Leben allein;

0000Ausgetheilet erfreut solch Gut und getauschet, mit Fremden,

000000Wirds ein Jubel, es wächst schlafend des Wortes Gewalt

0000Vater! heiter! und hallt, so weit es gehet, das uralt

070000Zeichen, von Eltern geerbt, treffend und schaffend hinab.

0000Denn so kehren die Himmlischen ein, tiefschütternd gelangt so

000000Aus den Schatten herab unter die Menschen ihr Tag.
Mit der 4. Strophe beginnt die 2. Strophentrias, der Mittelteil der Elegie, in dem die erfüllte Zeit entfaltet wird. Zunächst wird ungebrochen und voller Begeisterung das seelige Griechenland der Antike beschworen und als gegenwärtig gefeiert (55-58), als sei es Wirklichkeit geworden. Die ideale Landschaft, das Haus der Himmlischen alle (55), stellt einen Naturraum dar, der offen ist für die Kultur und sich mit ihr zu einer harmonischen Einheit verbindet: Festlicher Saal! der Boden ist Meer! und Tische die Berge (57). Aber schon nach wenigen Versen setzt der Zweifel ein, die Gegenwärtigkeit des sehnsüchtig Erwarteten wird wieder in Frage gestellt: Beginnend mit einem aber wird in sich steigernder Folge mit achtmaligem wo nach den Zeichen der göttlichen Zeit gefragt: nach den Thronen, den Tempeln, den mit Nektar gefüllten Gefäßen usw. (59-64). Aber die Erwartung des Lesers, die Klage darüber, dass sie nicht mehr da sind (die schon in den Fragen enthalten ist), werde nun deutlicher ausgedrückt, erfüllt sich nicht. Zwar wechselt das Tempus zunächst vom Präsens ins Präteritum (65/66), aber dann findet es wieder zurück ins Präsens: Der Sprechende vertieft sich so sehr in die Erinnerung an den tausendfachen Jubel, dass er den Zweifel hinter sich lassen kann und die vergangene Zeit ihm erneut zur Gegenwart wird. Er stimmt in den Jubel mit ein, er ruft gemeinsam mit den anderen, den (damaligen) Menschen, den Vater Aether an (65, 69). Mit dem heiteren (69) Aether, der allumfassenden, gotterfüllten Luft, dem göttlichen Atem, der alle Wesen der Welt verbindet, können pantheistische Vorstellungen verbunden werden. Der naturphilosophische Begriff des Aethers (auch des Vater Aether) geht auf antike Tradition zurück; zugleich verweist er auch auf die biblische Vorstellung von Gott als dem Vater sowie auf den heiligen Geist, der alle Menschen verbindet. Wie wichtig dieser Begriff für Hölderlin war, zeigt sich auch daran, dass er in mehreren Hymnen eine zentrale Rolle spielt (An den Aether, Der Archipelagus). Man kann den Vater Aether auch als einen Ausgleich zur dionysischen Überwältigung verstehen: Denn der unstete und plötzlich erscheinende Dionysos kann zerstörerisch sein, er treibt mit verzehrendem Feuer (40), er bricht donnernd aus heiterer Luft herein (64) und deshalb bedarf es eines Gegengewichts, das „Dauer und Halt gewährt“ und „Zusammengehörigkeit begründet“ und festigt. Hölderlins Freund Heinse hatte den Aether „als eigentliche Kraftquelle der griechischen Religiosität gerühmt“, vielleicht hat Hölderlin ihm deshalb seine Elegie gewidmet.

### 5. Strophe
0000Unempfunden kommen sie erst, es streben entgegen

000000Ihnen die Kinder, zu hell kommet, zu blendend das Glük,

0750Und es scheut sie der Mensch, kaum weiß zu sagen ein Halbgott,

000000Wer mit Nahmen sie sind, die mit den Gaaben ihm nahn.

0000Aber der Muth von ihnen ist groß, es füllen das Herz ihm

000000Ihre Freuden und kaum weiß er zu brauchen das Gut,

0000Schafft, verschwendet und fast ward ihm Unheiliges heilig,

080000Das er mit seegnender Hand thörig und gütig berührt.

0000Möglichst dulden die Himmlischen diß; dann aber in Wahrheit

000000Kommen sie selbst und gewohnt werden die Menschen des Glüks

0000Und des Tags und zu schaun die Offenbaren, das Antliz

000000Derer, welche, schon längst Eines und Alles genannt,

0850Tief die verschwiegene Brust mit freier Genüge gefüllet,

000000Und zuerst und allein alles Verlangen beglükt;

0000So ist der Mensch; wenn da ist das Gut, und es sorget mit Gaaben

000000Selber ein Gott für ihn, kennet und sieht er es nicht.

0000Tragen muß er, zuvor; nun aber nennt er sein Liebstes,

090000Nun, nun müssen dafür Worte, wie Blumen, entstehn.
In der 5. Strophe wird nun genauer beschrieben, wie das Kommen der Himmlischen auf die Menschen wirkt. Zunächst kommen sie unempfunden (73), d. h., die Menschen nehmen sie überhaupt nicht wahr. Nur die Kinder streben ihnen entgegen (73/74), sie allein sind noch so unverbildet und empfindungsfähig, dass sie die Anwesenheit des Göttlichen spüren und freudig annehmen können. Doch dann – in einer nächsten Stufe – nimmt der Mensch die Gegenwart der Himmlischen zwar wahr, aber er scheut sie, da ihm das Glück zu hell, zu blendend erscheint (74/75). Hier spricht Hölderlin zum ersten Mal ein Motiv an, das er dann in der 7. Strophe wieder aufgreift (113/114): den Gedanken, dass die Erfahrung des Göttlichen für den Menschen schwer zu ertragen, ja unerträglich ist. Aber da die Himmlischen ihm Muth geben (77, im Sinn von Lebensmut, Kraft, griechisch ϑυμός, thymós), kann er doch ihre Freuden (78) und ihre Gaaben (76) annehmen. Allerdings kann er nicht angemessen mit ihnen umgehen, er weiß sie nicht zu brauchen und verschwendet sie (78/79). Doch die Himmlischen dulden dies (81). Und hier – genau in der Mitte des gesamten Elegie – erscheinen sie nun in Wahrheit, offenkundig, sie werden offenbar und sichtbar: die Menschen schauen ihr Antliz (83). D.h. sie werden nun erst in ihrem Wesen wahrgenommen, das vorher verhüllt war. Der Begriff der Wahrheit wird hier im Sinn des griechischen Wortes für Wahrheit verwendet (ἀλήϑεια, alétheia = Unverborgenheit, Offenbarsein). Doch die Himmlischen waren den Eingeweihten schon immer bekannt, sie wurden Eines und Alles genannt (84), also mit der zentralen pantheistischen Formel, die auf Heraklit und die Neuplatoniker zurückgeht (ἓν καὶ πᾶν, hen kai pan).
Aber die Unfähigkeit der Menschen, mit dem Glück umzugehen, bleibt bestehen: So ist der Mensch; wenn da ist das Gut, und es sorget mit Gaaben / Selber ein Gott für ihn, kennet und sieht er es nicht. (87/88) Selbst hier im Mittelteil des Gedichts, in dem die Gegenwart des Göttlichen gefeiert wird, verweist Hölderlin immer wieder darauf, dass die Menschen nur bedingt bereit und fähig sind, diese Gegenwart in ihrem Leben zu erfahren. Die Anwesenheit der Himmlischen schlägt dialektisch immer wieder in Abwesenheit um, das eine geschieht nicht ohne das andere. Diese beiden Verse verweisen zugleich auf den Beginn des Johannesevangeliums, in dem es ebenfalls darum geht, dass Gott (in Christus) in die Welt kam, die Welt ihn aber nicht erkannte und nicht annahm: „Das war das wahre Licht, das alle Menschen erleuchtet […] Es war in der Welt, und die Welt ist durch dasselbe gemacht, und die Welt erkannte es nicht. Er kam in sein Eigentum, und die Seinen nahmen ihn nicht auf.“ (Joh. 1, 9-11)

### 6. Strophe
0000Und nun denkt er zu ehren in Ernst die seeligen Götter,

000000Wirklich und wahrhaft muß alles verkünden ihr Lob.

0000Nichts darf schauen das Licht, was nicht den Hohen gefället,

000000Vor den Aether gebührt müßigversuchendes nicht.

0950Drum in der Gegenwart der Himmlischen würdig zu stehen,

000000Richten in herrlichen Ordnungen Völker sich auf

0000Untereinander und baun die schönen Tempel und Städte

000000Vest und edel, sie gehn über Gestaden empor –

0000Aber wo sind sie? wo blühn die Bekannten, die Kronen des Festes?

10000Thebe welkt und Athen; rauschen die Waffen nicht mehr

0000In Olympia, nicht die goldnen Wagen des Kampfspiels,

000000Und bekränzen sich denn nimmer die Schiffe Korinths?

0000Warum schweigen auch sie, die alten heilgen Theater?

000000Warum freuet sich denn nicht der geweihete Tanz?

1050Warum zeichnet, wie sonst, die Stirne des Mannes ein Gott nicht,

000000Drükt den Stempel, wie sonst, nicht dem Getroffenen auf?

0000Oder er kam auch selbst und nahm des Menschen Gestalt an

000000Und vollendet' und schloß tröstend das himmlische Fest.
Im ersten Teil der 6. Strophe wird die Gegenwart des Göttlichen in der Welt noch einmal gefeiert und zunächst entsteht der Eindruck, es gehe (auch) um die geschichtliche Gegenwart, aber im Laufe der Verse wird deutlich, dass es (nur) um die Antike geht, um den Höhepunkt der griechischen Kultur, mit dem Bau der Tempel und der edlen Städte Theben, Athen und Olympia. Aber schon in der Mitte der Strophe schlägt der hymnische Ton, die Gewissheit der göttlichen Anwesenheit, wieder um in die elegische Klage um die Abwesenheit, den Verlust. Und wieder stellt Hölderlin diese Trauer, wie schon in der 4. Strophe, durch die insistierende Wiederholung von Fragen dar, die eigentlich eher klagende und fast anklagende Ausrufe sind: Warum … nicht…? (103-105) Dennoch schließt auch diese Strophe nicht mit der Klage, sondern mit einer „überraschenden Wendung“ (Safranski 211), die unvermittelt einen ganz anderen Gedankenraum eröffnet, nämlich den christlichen: Oder er kam auch selbst und nahm des Menschen Gestalt an / Und vollendet und schloß tröstend das himmlische Fest. (107/108) Hier wird zum ersten Mal deutlich auf die Menschwerdung Gottes in Christus angespielt und auf seinen tröstenden Abschied, womit die Trostreden vor seinem Tod und vor allem die Verheißung des „Trösters“, des Heiligen Geistes, gemeint sind (Joh. 14-16). Auffallend ist, dass Christus hier nicht als Beginn einer neuen Zeit verstanden wird, sondern als Abschluss der alten Zeit, als die letzte Erscheinung der gotterfüllten Zeit. Das himmlische Fest (108), der glänzende Tag der antiken Ära findet mit Christus sein Ende.

### 7. Strophe
0000Aber Freund! wir kommen zu spät. Zwar leben die Götter,

11000Aber über dem Haupt droben in anderer Welt.

0000Endlos wirken sie da und scheinens wenig zu achten,

000000Ob wir leben, so sehr schonen die Himmlischen uns.

0000Denn nicht immer vermag ein schwaches Gefäß sie zu fassen,

000000Nur zu Zeiten erträgt göttliche Fülle der Mensch.

1150Traum von ihnen ist drauf das Leben. Aber das Irrsaal

000000Hilft, wie Schlummer und stark machet die Noth und die Nacht,

0000Biß daß Helden genug in der ehernen Wiege gewachsen,

000000Herzen an Kraft, wie sonst, ähnlich den Himmlischen sind.

0000Donnernd kommen sie drauf. Indessen dünket mir öfters

12000Besser zu schlafen, wie so ohne Genossen zu seyn,

0000So zu harren und was zu thun indeß und zu sagen,

000000Weiß ich nicht und wozu Dichter in dürftiger Zeit?

0000Aber sie sind, sagst du, wie des Weingotts heilige Priester,

000000Welche von Lande zu Land zogen in heiliger Nacht.
Mit der 7. Strophe beginnt der 3. Teil der Elegie, in der die Trauer um die verlorene erfüllte Zeit zum Ausdruck gebracht wird, in der es aber auch um die bewahrende Erinnerung an den Göttertag geht. Zunächst klagt der Sprechende über den Verlust: Aber Freund! Wir kommen zu spät. (109) Aber in die Klage mischt sich ein anklagender, trotziger, ja rebellischer Ton: Zwar leben die Götter, / Aber […] in einer anderen Welt. Sie scheinens wenig zu achten, / Ob wir leben. (109-112) Doch diese Anklage der Götter wegen ihrer gleichgültigen Abwesenheit wird sogleich zurückgenommen, indem er erklärt, dass ihre Entfernung aus Rücksicht auf die Schwäche der Menschen geschehe: so sehr schonen die Himmlischen uns. / Denn nicht immer vermag ein schwaches Gefäß sie zu fassen, / Nur zu Zeiten erträgt göttliche Fülle der Mensch. (114) Und er schließt die Hoffnung an, dass in dieser gegenwärtigen Götternacht vielleicht Helden (117), heranwachsen, deren Herzen durch die Noth so stark werden (116), dass sie die Anwesenheit der Götter ertragen können. Aber der Sprechende, der Dichter, der sich als Bewahrer der lebendigen Erinnerung versteht, lebt in dem Zweifel, ob seine Bemühung überhaupt einen Sinn hat. Er fühlt sich einsam, ihm fehlen die Gleichgesinnten (ohne Genossen, 120) und er sieht sich sozusagen als Rufer in der Wüste, als vergeblichen Mahner: und was zu thun indeß und zu sagen, / Weiß ich nicht und wozu Dichter in dürftiger Zeit? (121/122) Aber auch diese Strophe schließt mit einer tröstlichen Wendung: Das Du, der angesprochene Freund Heinse, gibt ihm Hoffnung, indem er ihn, den Dichter, mit den Priestern des Weingotts Dionysos vergleicht, die in heiliger Nacht umherzogen, die Gegenwart des Gottes priesen und so die Erinnerung an ihn wachhielten.

### 8. Strophe
1250Nemlich, als vor einiger Zeit, uns dünket sie lange,

000000Aufwärts stiegen sie all, welche das Leben beglükt,

0000Als der Vater gewandt sein Angesicht von den Menschen,

000000Und das Trauern mit Recht über der Erde begann,

0000Als erschienen zu lezt ein stiller Genius, himmlisch

13000Tröstend, welcher des Tags Ende verkündet' und schwand,

0000Ließ zum Zeichen, daß einst er da gewesen und wieder

000000Käme, der himmlische Chor einige Gaaben zurück,

0000Derer menschlich, wie sonst, wir uns zu freuen vermöchten,

000000Denn zur Freude, mit Geist, wurde das Größre zu groß

1350Unter den Menschen und noch, noch fehlen die Starken zu höchsten

000000Freuden, aber es lebt stille noch einiger Dank.

0000Brot ist der Erde Frucht, doch ists vom Lichte geseegnet,

000000Und vom donnernden Gott kommet die Freude des Weins.

0000Darum denken wir auch dabei der Himmlischen, die sonst

14000Da gewesen und die kehren in richtiger Zeit,

0000Darum singen sie auch mit Ernst die Sänger den Weingott

000000Und nicht eitel erdacht tönet dem Alten das Lob.
Die 8. Strophe nimmt zunächst das Thema der Trauer über die Abwesenheit Gottes noch einmal auf und spricht dann vom Erscheinen eines stillen Genius (129) am Ende des Göttertags, mit dem – etwas deutlicher als am Schluss der 6. Strophe – auf Christus angespielt wird. Dieser Genius hinterließ zum Zeichen, daß einst er da gewesen und wieder / Käme einige Gaaben (131/132). Bevor diese genannt werden, insistiert Hölderlin vier Verse lang darauf, dass sie dazu da sind, den Menschen die Freude zu bringen. Dreimal kommt dieses Wort in Variationen vor (freuen 133, Freude 134, Freuden 136) und wird auch in V. 138 noch einmal aufgegriffen. Freude gehört einerseits zu Dionysos, dem Freudengott, andererseits bei Hölderlin aber auch in besonderer Weise zu Christus. Gerade der Ausdruck Freude, mit Geist (134) verweist auf die für Hölderlin wichtigsten biblischen Schriften, das Johannesevangelium und die Paulusbriefe.
Erst dann werden die Gaaben schließlich genannt: es sind Brot und Wein (137/138). Erst hier wird also im Gedicht angesprochen, worauf der Titel schon vorausweist. Und hier wird nochmals deutlich, was schon im Freudenmotiv anklingt: dass der Gott, von dem die Gaben stammen, in erster Linie (sozusagen auf der Textoberfläche) der Weingott Dionysos ist, hier in Verbindung mit Demeter, der Göttin der Früchte der Erde und besonders des Getreides, des Brots. Aber so wie schon der Zusatz Freude, mit Geist auf die biblischen Schriften verweist, so auch hier die weitere Bestimmung, die der Erde das Licht hinzufügt: Brod ist der Erde Frucht, doch ists vom Lichte geseegnet (137).
Die Gaben, die der Gott den Menschen bringt, erfüllen ihn mit Freude und erinnern ihn an die entschwundenen Götter (Darum denken wir auch dabei der Himmlischen, 139). Und deshalb ist auch die Aufgabe der Dichter, ihr Lob zu singen, nicht eitel erdacht, sondern mit Ernst (141/142), indem sie existentiell ernst nehmen, was sie schreiben.

### 9. Strophe
0000Ja! sie sagen mit Recht, er söhne den Tag mit der Nacht aus,

000000Führe des Himmels Gestirn ewig hinunter, hinauf,

1450Allzeit froh, wie das Laub der immergrünenden Fichte,

000000Das er liebt, und der Kranz, den er von Epheu gewählt,

0000Weil er bleibet und selbst die Spur der entflohenen Götter

000000Götterlosen hinab unter das Finstere bringt.

0000Was der Alten Gesang von Kindern Gottes geweissagt,

15000Siehe! wir sind es, wir; Frucht von Hesperien ists!

0000Wunderbar und genau ists als an Menschen erfüllet,

000000Glaube, wer es geprüft! aber so vieles geschieht,

0000Keines wirket, denn wir sind herzlos, Schatten, bis unser

000000Vater Aether erkannt jeden und allen gehört.

1550Aber indessen kommt als Fakelschwinger des Höchsten

000000Sohn, der Syrier, unter die Schatten herab.

0000Seelige Weise sehns; ein Lächeln aus der gefangnen

000000Seele leuchtet, dem Licht thauet ihr Auge noch auf.

0000Sanfter träumet und schläft in Armen der Erde der Titan,

16000Selbst der neidische, selbst Cerberus trinket und schläft.
In der 9. Strophe erscheint Dionysos als der Weltenlenker (144), als das bewegende Prinzip des Kosmos und als die Kraft, die alle Gegensätze ausgleicht und miteinander versöhnt (143). Und er ist derjenige, der die Spur der entflohenen Götter / Götterlosen hinab unter das Finstere bringt (147/148), der also die Verbindung zwischen Göttern und Menschen aufrechterhält.
Im Folgenden ist nun davon die Rede, dass der Alten Gesang von Kindern Gottes geweissagt habe (149). Während die Wendung der Alten Gesang eher an die griechische Antike denken lässt, verweist die Formulierung von den Kindern Gottes auf den biblischen Kontext. So leitet dieser Satz die Vereinigung von antiker und christlicher Religion in der letzten Strophe ein, die in der Elegie zuvor schon angedeutet wurde (6. und 8. Strophe). Die Weissagung, dass die Menschen zu Kindern Gottes würden, hatte ja zuerst "das Heil im Orient verkündet", hier wird sie aber nun auf das Abendland bezogen: Siehe! wir sind es, wir; Frucht von Hesperien ists! (150). Diese Weissagung wird sich wunderbar und sehr bald erfüllen, jedenfalls für diejenigen, die es nach reiflicher Prüfung glauben (Glaube, wer es geprüft! 152).
Doch kaum ist diese hoffnungsvolle Erwartung ausgesprochen, folgt wieder die Klage über die Gottesferne der Gegenwart, wie so oft durch ein „aber“ eingeleitet: aber so vieles geschieht, / Keines wirket, denn wir sind herzlos, Schatten (152/153). Die Menschen lassen das, was geschieht – dass nämlich die Götter sich ihnen nahen –, nicht wirken, sie sehen und erkennen es nicht. Aber es bleibt nicht bei der Klage, die Wendung zum Zweifel wird aufgefangen in einem erneuten hoffnungsvollen Aufschwung: bis unser / Vater Aether erkannt jeden und allen gehört. (153/154) Es besteht also trotz allem die Zuversicht, dass alle Menschen – sei es nun bald oder dereinst – in Gott aufgehoben sein werden. Und diese Zuversicht wird bis zum Ende der Elegie aufrechterhalten. Noch einmal wird die Ankunft des Gottes unter den Menschen beschworen: Aber indessen kommt als Fakelschwinger des Höchsten / Sohn, der Syrier, unter die Schatten herab (155/156), und diesmal ist dieser Gottessohn ganz deutlich eine Verschmelzung von Dionysos und Christus: Alle drei Bezeichnungen (der Fakelschwinger, des Höchsten Sohn, der Syrier) verweisen auf beide Kultursphären, auf die antike und die christliche, auf Dionysos ebenso wie auf Christus.
In sehr poetischen Bildern, die zugleich einen weiten kulturgeschichtlichen Raum eröffnen, klingt das Gedicht aus: Seelige Weise sehens; ein Lächeln aus der gefangnen / Seele leuchtet, dem Licht thauet ihr Auge noch auf. (157/158) Das Auge meint hier geistiges Sehen, es ist das Auge der Seele, des Herzens. Die Seele ist zwar gefangen in der irdischen Welt, aber das von oben kommende göttliche Licht löst sie aus ihrer Gefangenschaft, aus ihrer Erstarrung (das Auge thaut ihr auf) und ermöglicht ihr, den ankommenden Gott zu erkennen und ihm entgegenzulächeln.
Der folgende Vers Sanfter träumet und schläft in Armen der Erde der Titan (159) verweist auf die mythische Figur des Titanen Typhon, eine den Göttern und Menschen feindliche und zerstörerische Macht, die durch die Ankunft des Gottes besänftigt und beruhigt wird. Auch im letzten Vers Selbst der neidische, selbst Cerberus trinket und schläft (160) geht es um die Überwindung einer feindlichen Macht: Der Höllenhund Cerberus, der den Eingang zum Totenreich bewacht, evoziert den Mythos, dass ein Gott in die Unterwelt hinabsteigt und auch die Toten erlöst. Nach der Sage steigt Dionysos in den Hades, schläfert Cerberus mit Wein ein (deshalb trinket Cerberus) und befreit seine Mutter Semele. Ebenso steigt auch Christus hinab in das Reich des Todes (vgl. die Stelle im Glaubensbekenntnis).
So schließt das Gedicht mit dem Bild einer allumfassenden Versöhnung und Harmonie. Die Haltung des Neides, die für Hölderlin ein Kennzeichen der zerrissenen Gegenwart ist, wird überwunden und die Menschen öffnen sich der göttlichen Schönheit der Welt.
Die beiden letzten Verse der Elegie entwerfen jedoch nicht nur eine utopische Zukunftsvision, sondern sie spielen auch auf die aktuelle politische Situation der Entstehungszeit an. Nach der Schlacht von Marengo im Juni 1800 war es zu einem Friedensangebot Napoleons gekommen, doch Österreich nahm es zunächst nicht an. Es gab Friedensverhandlungen, Waffenstillstände und eine weitere Schlacht, bis schließlich im Februar 1801 der Friede in Lunéville endgültig unterzeichnet wurde. Hölderlin geht in seinen Briefen immer wieder auf das Werden des Friedens ein und er setzte enorm hohe Hoffnungen in diesen Frieden, wie ein Brief an seinen Bruder zeigt: Nimm zum Abschiede die stille, aber unaussprechliche Freude meines Herzens […] Du fragst mich welche? Diese, teure Seele, dass unsere Zeit nahe ist, dass uns der Friede, der jetzt im Werden ist, gerade das bringen wird, was er und nur er bringen konnte. […] Nicht dass irgend eine Form, irgend eine Meinung und Behauptung siegen wird, dies dünkt mir nicht die wesentlichste seiner Gaben. Aber dass der Egoismus in allen seinen Gestalten sich beugen wird unter die heilige Herrschaft der Liebe und der Güte, dass Gemeingeist über alles in allem gehen […] wird, dies mein‘ ich, dies seh‘ und glaub‘ ich […]. Der träumende Titan und der schlafende Cerberus können also auch als mythologische Zeichen auf die Waffenruhe vor dem Friedensschluss hinweisen, wenn auch, wie der Kontext in der Elegie und der Brief zeigt, in einem weit über das konkret Politische hinausdeutenden Sinn.

## Hölderlins spätere Überarbeitungen
Hölderlin hat später die Elegie mehrmals überarbeitet, indem er neue Fassungen über die ursprünglichen Verse schrieb. So entstanden an verschiedenen Stellen Varianten, von denen einige auch in sich geschlossene Partien bilden. In den ersten beiden Strophen veränderte Hölderlin nichts, außer einem – allerdings bedeutungsvollen – Wort in der ersten Strophe („Ebenbild“ statt „Schattenbild“, V. 19), in der dritten Strophe nur wenig, in den folgenden Strophen dagegen viel, so dass ein ganz neuer Text entsteht. Diese Varianten und Fassungen können in der Frankfurter Ausgabe im Einzelnen nachvollzogen werden, die sie in Faksimiles und deren Umschriften bietet. Groddeck deutet sie in seiner Darstellung von 2012 sehr ausführlich und detailgenau.
Hier kann nur auf eine exemplarische Stelle in der letzten Strophe eingegangen werden, die das Befremdliche und Rätselhafte der Korrekturen deutlich macht, zu der aber auch verschiedene Deutungsversuche unternommen wurden. Sie beginnt im Vers 152 nach „Glaube, wer es geprüft!“
00000000000000000000                Nämlich zu Haus ist der Geist

0000Nicht im Anfang, nicht an der Quell. Ihn zehret die Heimat

000000Kolonie liebt, und tapfer Vergessen der Geist.

0000Unsere Blumen erfreun und die Schatten unserer Wälder

000000Den Verschmachteten. Fast wär der Beseeler verbrannt.
Schmidt deutet die Stelle, indem er sie auf den Dionysos-Mythos bezieht: Der Gott, der dem Wesen nach ein Wandernder ist (vgl. den Kommentar zum Ende der dritten Strophe), liebt Kolonie, d. h., „er ist derjenige Gott, der nicht an einem Ort bleibt, sondern immer neue Pflanzstätten aufsucht.“ Und dass er schon von Osten her nach Griechenland gekommen ist, deutet darauf hin, dass die neue Kolonie, zu der er weiterwandert, noch weiter westlich liegt, also eine „hesperische“ Kolonie ist. „Zu diesem Weiterziehen in neue Pflanzstätten (‚Kolonien‘) gehört, dass er die alten verläßt: deshalb ist von ‚tapfer Vergessen‘ die Rede.“.
Auch die beiden folgenden Verse (155/156) beziehen sich auf Dionysos: Der Beseeler, Dionysos, verbrannte fast bei seiner Geburt, da Zeus ihn zeugte, indem er als Blitz auf Semele, Dionysos‘ Mutter, herabfuhr, die dabei den Tod fand. Der Sage nach wurde er dann von Nymphen in Wäldern und unter Blumen aufgezogen. Vor diesem Hintergrund wird auch der erste Satz verständlich: Der Geist (Gott) ist nicht in seinem Herkunftsbereich, dem Orient, zu Hause, sondern weiter im Westen, in den neuen Pflanzstätten. „Der Mythos von den Wanderungen des Dionysos […] wird so zum Gleichnis des Kulturstroms, der sich nach Hölderlins wie zahlreicher Zeitgenossen Vorstellung von Osten nach Westen, von Indien über Kleinasien, Griechenland und Italien nach Deutschland bewegt.“